# Mörtgöl (Djursdala socken, Småland, 640602-150665)
Mörtgöl är en sjö i Vimmerby kommun i Småland och ingår i Botorpsströmmens huvudavrinningsområde. Sjöns area är 0,054 kvadratkilometer och den befinner sig 130,4 meter över havet.